# Anoplosnastus jacobii
Anoplosnastus jacobii är en insektsart som först beskrevs av Schmidt 1909.  Anoplosnastus jacobii ingår i släktet Anoplosnastus och familjen spottstritar. Inga underarter finns listade i Catalogue of Life.